# Paul Bernardoni
Paul Bernardoni (* 18. April 1997 in Paris, Frankreich) ist ein französischer Fußballtorwart. Seit 2024 steht er beim Yverdon Sport FC unter Vertrag.

## Vereine
Bevor er 2013 zum damaligen französischen Zweitligisten ES Troyes AC wechselte, spielte Paul Bernardoni in seiner Jugend erst für die beiden kleineren französischen Vereine AS Lieusaint und Linas Montlhery. Zur Saison 2014/15 stieg er in die erste Mannschaft von ESTAC auf. Sein Debüt für ES Troyes AC in der Ligue 2 gab Bernardoni am 6. März 2015 beim 2:0-Sieg gegen Clermont Foot und am Ende der Saison stieg Bernardoni und seine Mannschaft durch den Gewinn der Ligue 2 in die Ligue 1 auf. Beim torlosen Unentschieden gegen Gazélec FC Ajaccio feierte er sein Ligadebüt in der Ligue 1.
Am 31. Januar 2016 wurde Paul Bernardoni bis zum Saisonende zum Ligakonkurrenten Girondins Bordeaux ausgeliehen. Unter Trainer Willy Sagnol gab er am 3. Februar 2016 bei der 3:0-Niederlage gegen Olympique Lyon sein Debüt für Mannschaft aus Bordeaux. Nach Ablauf der Leihe wechselte Bernardoni für zweieinhalb Millionen Euro fest nach Bordeaux.
Nachdem Bernardoni eine Spielzeit für Bordeaux aktiv gewesen war, wurde er für die Saison 2017/18 in die Ligue 2 an Clermont Foot ausgeliehen. Er bestritt dort alle möglichen 38 Ligaspiele.
Nach seiner Rückkehr nach Bordeaux wurde er Anfang Juli 2018 erneut für die folgende Saison ausgeliehen, diesmal an den Erstligisten Olympique Nîmes. Auch hier bestritt er alle 38 möglichen Ligaspiele sowie je ein Spiel im Pokal und Ligapokal. Ende Juni 2019 wurde die Ausleihe für die Folgesaison verlängert. In dieser Saison bestritt er 25 von 28 möglichen Ligaspielen bis zum Abbruch des Spielbetriebes infolge der COVID-19-Pandemie sowie ein Pokalspiel.
Mitte Juni 2020 wechselte er zum Ligakonkurrenten SCO Angers, bei dem er einen Vertrag mit vierjähriger Laufzeit unterschrieb. Dort wurde er schnell zum Stammtorhüter. In der ersten Saison kam er auf alle 38 möglichen Ligaspiele.
In der Saison 2021/22 kam er auf 13 von 19 möglichen Ligaspielen und ein Pokalspiel. Dabei fiel er von Mitte November bis Mitte Dezember 2021 wegen einer Lungenprellung aus. Hier kam er zum Wiederaufbau zu einem Spiel in der 2. Mannschaft, die in der 2. Nationalklasse, der vierthöchsten Liga, spielt. Nachdem er durch diese Verletzung seinen Stammplatz verloren hatte, wurde Anfang Januar 2022 eine Ausleihe für den Rest der Saison zum Ligarivalen AS Saint-Étienne vereinbart. Auch hier bestritt er alle möglichen 21 Ligaspiele und ein Pokalspiel.
In der Saison 2022/23 spielte er wieder bei Angers und kam auf 27 von 38 möglichen Ligaspielen und drei Pokalspielen. Anfang August 2023 wechselte er zum türkischen Erstligisten Konyaspor, bei dem er einen Vertrag mit einer Laufzeit von zwei Jahren unterschrieb. Dort bestritt er 17 von 20 möglichen Ligaspielen.
Mitte Januar 2024 wechselte er zum schweizerischen Superligisten Yverdon Sport FC, bei dem er einen Vertrag bis Saisonende unterschrieb. Grund für diesen Wechsel waren unter anderem verzögerte Gehaltszahlungen von Konyaspor. Im Rest der Saison bestritt er für Yverdon alle möglichen 20 Ligaspiele.
Ende Mai 2024 einigte sich Bernardoni mit dem Verein um einen Vertragsverlängerung um zwei weitere Jahre.

## Nationalmannschaft
Paul Bernardoni spielte von 2014 bis 2019 für diverse französische Jugendnationalmannschaften und absolvierte dort insgesamt 51 Spiele. Mit der U-19-Mannschaft wurde er 2016 Europameister. Im Juli 2021 bestritt er dann für die französische Auswahl bei den Olympischen Spielen in Tokio zwei Partien.

## Erfolge
Nationalmannschaft
- U-19-Europameister: 2016